# Miyuki Hashimoto
Miyuki Hashimoto (橋本 みゆき?, Hashimoto Miyuki; Prefettura di Saitama, 14 maggio 1980) è una cantante J-pop giapponese. È sotto contratto con Lantis, un'etichetta musicale che contribuisce alla pubblicazione di brani per anime e videogiochi.

## Discografia

### Singoli
- Koko ni iru kara... (pubblicato il 25 agosto 2004)

1. Koko ni iru kara... — sigla di chiusura della prima stagione della serie televisiva anime Girls Bravo
2. FOREVER

- and then, (pubblicato il 2 marzo 2005)

1. and then, — sigla di chiusura della seconda stagione dell'anime Girls Bravo
2. Nakigao Nochi Hare

- innocence (pubblicato il 24 agosto 2005)

1. innocence — sigla di chiusura dell'anime Shuffle!
2. Time has come

- Be Ambitious, Guys! (pubblicato il 7 settembre 2005)

1. Be Ambitious, Guys! — tema di apertura del gioco per PC Tick! Tack!
2. Pieces — brano inserito nel gioco per PC Tick! Tack!

- Faze to love (pubblicato il 2 novembre 2005)

1. Faze to love — sigla di apertura dell'anime Gunparade Orchestra
2. Arigato!

- screaming (pubblicato il 26 aprile 2006)

1. screaming — sigla di apertura dell'anime Soul Link
2. dust trail — sigla di chiusura dell'anime Soul Link

- Cosmic Rhapsody (pubblicato il 5 luglio 2006)

1. Cosmic Rhapsody — tema di apertura del gioco per PS2 Soul Link Extension
2. Anata o mamoritai — tema di apertura del gioco per PS2 Soul Link Extension

- Nijiiro Sentimental (pubblicato il 25 ottobre 2006)

1. Nijiiro Sentimental — sigla di apertura dell'anime Gift ~eternal rainbow~
2. Amayaka na atashi

- Bimetsu S.O.S!! (pubblicato il 25 aprile 2007)

1. Binetsu S.O.S!! — sigla di apertura dell'anime Idolmaster: Xenoglossia
2. Moonlight Labyrinth — usato come colonna sonora dell'anime Idolmaster: Xenoglossia

- Star☆drops (pubblicato il 5 settembre 2007)

1. Star☆drops — tema di apertura del gioco per PC Hoshiful ~Seitou Gakuen Tenmon Doukoukai~
2. Hoshi ni negai o ~When you wish upon Star☆drops~ — image song del gioco per PC Hoshiful ~Seitou Gakuen Tenmon Doukoukai~

- Hizamazuku made 5-byou dake! (pubblicato il 23 gennaio 2008)

1. Hizamazuku made 5-byou dake! — sigla di apertura dell'anime Kimi ga aruji de shitsuji ga ore de
2. Sha-la-la

- Sky Sanctuary (pubblicato il 23 luglio 2008)

1. Sky Sanctuary — tema di apertura della visual novel Oretachi ni tsubasa wa nai ~Prelude~
2. change of heart

- Hatsukoi Parachute (pubblicato il 22 ottobre 2008)

1. Hatsukoi Parachute — sigla di apertura dell'anime Akaneiro ni somaru saka
2. sweet sweet time

- Glossy:MMM (pubblicato il 22 aprile 2009)

1. Glossy:MMM — sigla di apertura dell'anime Saki
2. The room vacation

- Princess Primp! (pubblicato il 22 luglio 2009[1])

1. Princess Primp! — sigla di apertura della serie televisiva anime Princess Lover!
2. Inochi mijikashi, koiseyo hime!

- Nudity (pubblicato il 24 marzo 2010)
- Prism Celebration (pubblicato il 7 aprile 2010)
- Tropical Future (pubblicato l'11 agosto 2010)
- Future ∞ (pubblicato il 27 ottobre 2010)
- Neverland (pubblicato l'11 maggio 2011)

1. Neverland - sigla di chiusura dell'anime Oretachi ni tsubasa wa nai